# Tamara McKinney
Tamara McKinney, ameriška alpska smučarka, * 16. oktober 1962, Lexington, Kentucky, ZDA.
Tamara McKinney je v svoji karieri nastopila na zimskih olimpijskih igrah v letih 1980 v Lake Placidu, 1984 v Sarajevu in 1988 v Calgaryju. Na vseh treh igrah je nastopila v slalomu in veleslalomu, toda petkrat je odstopila, edino uvrstitev pa je dosegla leta 1984 s četrtim mestom v veleslalomu. Na svetovnih prvenstvih je osvojila naslov prvakinje v kombinaciji let 1989 ter bronaste medalje v letih 1985 in 1987 v isti disciplini ter leta 1989 v slalomu. V svetovnem pokalu je v sezoni 1982/83 osvojila veliki kristalni globus za skupni seštevek vseh disciplin, v sezoni 1983/84 pa je bila v skupnem seštevku tretja. Osvojila je tri male kristalne globuse, dva v veleslalomu in enega v slalomu ter še pet uvrstitev med prve tri v seštevku disciplin. V svetovnem pokalu je v enajstih sezonah osvojila 45 uvrstitev na stopničke in 18 zmag, po devet v slalomu in veleslalomu.

## Svetovni pokal

### Skupni seštevek
| Sezona  | Starost | Skupaj | Slalom | Veleslalom | Superveleslalom | Kombinacija |
| ------- | ------- | ------ | ------ | ---------- | --------------- | ----------- |
| 1978/79 | 16      | 25     | 21     | 13         |                 | —           |
| 1979/80 | 17      | 14     | 10     | 24         | —               |             |
| 1980/81 | 18      | 6      | 7      | 1          | 12              |             |
| 1981/82 | 19      | 9      | 12     | 4          | —               |             |
| 1982/83 | 20      | 1      | 2      | 1          | 6               |             |
| 1983/84 | 21      | 3      | 1      | 3          | 9               |             |
| 1984/85 | 22      | 8      | 2      | 11         | 17              |             |
| 1985/86 | 23      | 24     | 14     | 20         | 31              | 28          |
| 1986/87 | 24      | 6      | 2      | 10         | 32              | —           |
| 1987/88 | 25      | 54     | —      | 19         | —               | —           |
| 1988/89 | 26      | 11     | 3      | 13         | —               | 8           |

### Posamične zmage
| Sezona  | Datum             | Prizorišče              | Disciplina |
| ------- | ----------------- | ----------------------- | ---------- |
| 1980/81 | 20. januar 1981   | Haute-Nendaz            | Veleslalom |
| 1980/81 | 24. januar 1981   | Les Gets                | Veleslalom |
| 1980/81 | 28. februar 1981  | Waterville Valley       | Veleslalom |
| 1980/81 | 8. marec 1981     | Aspen                   | Veleslalom |
| 1982/83 | 5. december 1982  | Limone Piemonte         | Slalom     |
| 1982/83 | 9. januar 1983    | Davos                   | Slalom     |
| 1982/83 | 23. januar 1983   | Saint-Gervais-les-Bains | Veleslalom |
| 1982/83 | 8. marec 1983     | Waterville Valley       | Veleslalom |
| 1982/83 | 9. marec 1983     | Waterville Valley       | Veleslalom |
| 1982/83 | 13. marec 1983    | Vail                    | Veleslalom |
| 1982/83 | 20. marec 1983    | Furano                  | Slalom     |
| 1983/84 | 10. marec 1984    | Waterville Valley       | Veleslalom |
| 1983/84 | 11. marec 1984    | Waterville Valley       | Slalom     |
| 1983/84 | 23. marec 1984    | Zwiesel                 | Veleslalom |
| 1983/84 | 24. marec 1984    | Oslo                    | Slalom     |
| 1984/85 | 5. januar 1985    | Maribor                 | Slalom     |
| 1984/85 | 16. marec 1985    | Waterville Valley       | Slalom     |
| 1986/87 | 18. december 1986 | Courmayeur              | Slalom     |
| 1986/87 | 11. januar 1987   | Mellau                  | Slalom     |